# Holozoa
Holozoa este un grup de eucariote care include animalele și cele mai apropiate rude ale lor, dar exclude fungii. Holozoa este și un sinonim învechit pentru genul de tunicieri Distaplia. Pentru că Holozoa este o cladă monofiletică, unii oameni de știință preferă să o utilizeze în loc de Choanozoa, care constă din Holozoa cu excepția animalelor. Probabil cele mai bine cunoscute holozoare, în afară de animale, sunt choanoflagelatele, care sunt foarte similare cu celulele cu flagel și guleraș ale spongierilor (choanocitele). Încă din secolul 19 s-a teoretizat că ar fi înrudite cu spongierii. Unele choanoflagelate coloniale, precum Proterospongia, ar putea clarifica originea și evoluția spongierilor.